# 2. Eishockey-Bundesliga 1992/93
Die Saison 1992/93 der 2. Eishockey-Bundesliga war die 20. Spielzeit der zweithöchsten deutschen Eishockeyspielklasse. Meister und damit sportlicher Aufsteiger in die Bundesliga wurde der SB Rosenheim, während der Vizemeister ES Weißwasser in den Relegationsspielen zur höchsten Spielklasse am  EHC Freiburg scheiterte. In die Oberliga mussten der SC Riessersee und der EC Bad Nauheim absteigen.
Während der Saison konnte der EHC Essen-West den drohenden Entzug der Lizenz wegen finanzieller Probleme verhindern, zudem konnte eine Spielbetriebseinstellung beim SC Memmingen durch einen außergerichtlichen Vergleich abgewendet werden.

## Voraussetzungen

### Teilnehmer
Der deutsche Vizemeister 1993 SB Rosenheim war aus finanziellen Gründen freiwillig aus der Bundesliga abgestiegen. Der sportliche Absteiger aus der Bundesliga ES Weißwasser konnte aber nicht nachrücken, da der DEB die Lizenz für die Bundesliga verweigerte, so dass der zweite sportliche Absteiger EV Landshut in der Bundesliga verblieb. Aufgestiegen in die Bundesliga waren der EHC Dynamo Berlin und der EC Ratingen. Aufgrund der Zusammenlegung der beiden Gruppen Nord und Süd hatte es keinen Aufsteiger aus der Oberliga gegeben.
Der EV Füssen hatte trotz sportlicher Qualifikation auf die Teilnahme verzichtet. Dafür war der ECD Sauerland Iserlohn nachgerückt.
- Augsburger EV
- EC Bad Nauheim
- SV Bayreuth
- EC Hannover
- ECD Sauerland Iserlohn
- EC Kassel
- EHC Essen-West
- SC Memmingen
- EHC 80 Nürnberg
- SC Riessersee
- SB Rosenheim (Absteiger)
- ES Weißwasser (Absteiger)

### Modus
Im Gegensatz zum Vorjahr wurde die Liga wieder eingleisig ausgespielt. Die zwölf Mannschaften bestritten zunächst eine Vorrunde in Form einer Doppelrunde, sodass jeder Verein jeweils zwei Heim- und zwei Auswärtsspiele gegen die übrigen Mannschaften bestritt. Anschließend qualifizierten sich die besten acht Mannschaften für die Aufstiegs-Play-offs, während die letzten vier Mannschaften an den Play-downs teilnehmen mussten.
Der Sieger des Finales qualifizierte sich schließlich sportlich für die Bundesliga, der Verlierer konnte durch einen Sieg in den Relegationsspielen gegen den Vorletzten der Bundesliga ebenfalls in die erste Spielklasse aufsteigen. Die Sieger der ersten Play-down-Runde sicherten den Klassenerhalt, während die beiden Verlierer die zweite Runde bestritten. Der Verlierer der zweiten Runde stieg direkt in die Oberliga ab, während der Sieger in einem Relegationsspiel gegen den Oberliga-Zweiten um seinen Platz in der 2. Bundesliga spielen musste.

## Vorrunde
|     | Klub                   | Sp | S  | U  | N  | Tore    | Punkte |
| --- | ---------------------- | -- | -- | -- | -- | ------- | ------ |
| 01. | Augsburger EV          | 44 | 32 | 02 | 10 | 260:129 | 66:22  |
| 02. | SB Rosenheim           | 44 | 29 | 05 | 10 | 228:138 | 63:25  |
| 03. | EHC 80 Nürnberg        | 44 | 28 | 05 | 11 | 240:165 | 61:27  |
| 04. | ES Weißwasser          | 44 | 26 | 03 | 15 | 208:159 | 55:33  |
| 05. | EC Kassel              | 44 | 23 | 07 | 14 | 228:156 | 53:35  |
| 06. | EC Hannover            | 44 | 20 | 10 | 14 | 215:172 | 50:38  |
| 07. | ECD Sauerland Iserlohn | 44 | 21 | 03 | 20 | 233:213 | 45:43  |
| 08. | SV Bayreuth            | 44 | 20 | 04 | 20 | 189:184 | 44:44  |
| 09. | EHC Essen-West         | 44 | 15 | 03 | 26 | 198:258 | 33:55  |
| 10. | SC Memmingen           | 44 | 11 | 01 | 32 | 173:289 | 23:65  |
| 11. | SC Riessersee          | 44 | 06 | 07 | 31 | 127:263 | 19:69  |
| 12. | EC Bad Nauheim         | 44 | 06 | 04 | 34 | 166:339 | 16:72  |

Abkürzungen: Sp = Spiele, S = Siege, U = Unentschieden, N = Niederlagen
Qualifiziert für Playoffs, Teilnahme an Play-downs

## Play-offs
Viertel- und Halbfinale wurden im Modus „Best of Five“ ausgetragen, das Finale wurde im Best-of-Three-Modus gespielt.

### Viertelfinale
|                 |   |                        | Serie | 1    | 2   | 3   | 4   | 5         |
| --------------- | - | ---------------------- | ----- | ---- | --- | --- | --- | --------- |
| Augsburger EV   | – | SV Bayreuth            | 3:0   | 4:2  | 4:2 | 7:1 | –   | –         |
| SB Rosenheim    | – | ECD Sauerland Iserlohn | 3:0   | 10:3 | 6:1 | 4:3 | –   | –         |
| EHC 80 Nürnberg | – | EC Hannover            | 3:1   | 6:3  | 4:5 | 8:3 | 4:2 | –         |
| ES Weißwasser   | – | EC Kassel              | 3:2   | 5:3  | 2:3 | 3:1 | 3:4 | 7:6 n. V. |

### Halbfinale
|               |   |                 | Serie | 1         | 2   | 3   | 4   | 5   |
| ------------- | - | --------------- | ----- | --------- | --- | --- | --- | --- |
| Augsburger EV | – | ES Weißwasser   | 2:3   | 5:4 n. V. | 3:6 | 8:2 | 1:6 | 5:6 |
| SB Rosenheim  | – | EHC 80 Nürnberg | 3:0   | 3:2 n. V. | 5:4 | 3:1 | –   | –   |

### Finale
|              |   |               | Serie | 1   | 2         | 3   |
| ------------ | - | ------------- | ----- | --- | --------- | --- |
| SB Rosenheim | – | ES Weißwasser | 3:0   | 5:1 | 1:0 n. V. | 5:4 |

Der SB Rosenheim ist damit Meister der 2. Bundesliga und sportlicher Aufsteiger in die Bundesliga. Der ES Weißwasser nahm als Vizemeister an den Relegationsspielen zur Bundesliga teil.

## Play-downs
Alle Play-down-Spiele wurden im Modus „Best of Seven“ ausgetragen.

### 1. Runde
|                |   |                | Serie | 1         | 2   | 3   | 4         | 5   | 6 | 7 |
| -------------- | - | -------------- | ----- | --------- | --- | --- | --------- | --- | - | - |
| EHC Essen-West | – | EC Bad Nauheim | 4:1   | 10:3      | 7:9 | 6:4 | 4:3 n. V. | 6:3 | – | – |
| SC Memmingen   | – | SC Riessersee  | 4:1   | 4:3 n. V. | 2:6 | 7:5 | 8:7 n. P. | 5:4 | – | – |

Essen und Memmingen qualifizierten sich damit sportlich für die 2. Bundesliga.

### 2. Runde
|               |   |                | Serie | 1   | 2         | 3   | 4   | 5 | 6 | 7 |
| ------------- | - | -------------- | ----- | --- | --------- | --- | --- | - | - | - |
| SC Riessersee | – | EC Bad Nauheim | 4:0   | 6:4 | 3:4 n. V. | 3:0 | 5:3 | – | – | – |

Bad Nauheim stieg damit sportlich in die Oberliga Nord ab.

## Relegationsspiele
Die Relegation wurde im Modus „Best of Three“ ausgetragen.
|               |   |              | Serie | 1         | 2   | 3   |
| ------------- | - | ------------ | ----- | --------- | --- | --- |
| SC Riessersee | – | EV Landsberg | 1:2   | 4:3 n. V. | 2:6 | 1:6 |

Riessersee stieg damit sportlich in die Oberliga Süd ab, während sich Landsberg für die 2. Bundesliga qualifizierte.